# ヴィクター・コリヴァギン
ヴィクター・コリヴァギン（英: Victor Alexandrovich Kolyvagin、露: Виктор Александрович Колывагин ）は、アメリカの数学者。

## 来歴
ニューヨーク市立大学教授。モスクワ大学でユーリ・マニンの下で博士号。彼の主な業績は1990年頃にモジュラー楕円曲線上のHeegner点を研究するためにオイラーシステムを導入したことにある。コリヴァギンのオイラーシステムに関する一連の研究によって、アンドリュー・ワイルズはフェルマーの最終定理の証明に至った。